# UEFA Europas bedste kvindelige fodboldspiller
UEFA Europas bedste kvindelige fodboldspiller (på engelsk: UEFA Best Women's Player in Europe Award) er en hæderspris, som uddeles af UEFA til den kvindelige fodboldspiller, som spiller for en europæisk fodboldklub, som anses for at have været den bedste i Europa sidste sæson. Prisen blev oprettet i 2013 af UEFA, to år efter at den tilsvarende pris for mænd blev introduceret. Priserne uddeles samtidig.

## Hædersprisens historie

### Vindere
| År                                    | 1. plads                    | 2. plads                    | 3. plads                              |
| ------------------------------------- | --------------------------- | --------------------------- | ------------------------------------- |
| 2012–13                               | Nadine Angerer (Frankfurt)  | Lena Goeßling (Wolfsburg)   | Lotta Schelin (Lyon)                  |
| 2013–14                               | Nadine Keßler (Wolfsburg)   | Martina Müller (Wolfsburg)  | Nilla Fischer (Wolfsburg)             |
| 2014–15                               | Célia Šašić (Frankfurt)     | Amandine Henry (Lyon)       | Dzsenifer Marozsán (Frankfurt)        |
| 2015–16                               | Ada Hegerberg (Lyon)        | Amandine Henry (Lyon)       | Dzsenifer Marozsán (Frankfurt)        |
| UEFA Women's Player of the Year Award |                             |                             |                                       |
| 2016–17                               | Lieke Martens (Barcelona)   | Pernille Harder (Wolfsburg) | Dzsenifer Marozsán (Lyon)             |
| 2017–18                               | Pernille Harder (Wolfsburg) | Ada Hegerberg (Lyon)        | Amandine Henry (Portland Thorns/Lyon) |
| 2018–19                               | Lucy Bronze (Lyon)          | Ada Hegerberg (Lyon)        | Amandine Henry (Lyon)                 |
| 2019–20                               | Pernille Harder (Wolfsburg) | Wendie Renard (Lyon)        | Lucy Bronze (Lyon)                    |

#### Efter spiller
|    | Spiller            | 1. plads | 2. plads | 3. plads |
| -- | ------------------ | -------- | -------- | -------- |
| 1  | Pernille Harder    | 2        | 1        | 0        |
| 2  | Ada Hegerberg      | 1        | 2        | 0        |
| 3  | Lucy Bronze        | 1        | 0        | 1        |
| 4  | Nadine Angerer     | 1        | 0        | 0        |
| 4  | Lieke Martens      | 1        | 0        | 0        |
| 4  | Nadine Keßler      | 1        | 0        | 0        |
| 4  | Célia Šašić        | 1        | 0        | 0        |
| 8  | Amandine Henry     | 0        | 2        | 2        |
| 9  | Wendy Renard       | 0        | 1        | 0        |
| 9  | Lena Goeßling      | 0        | 1        | 0        |
| 9  | Martina Müller     | 0        | 1        | 0        |
| 10 | Dzsenifer Marozsán | 0        | 0        | 3        |

#### Efter land
|   | Land     | 1. plads | 2. plads | 3. plads |
| - | -------- | -------- | -------- | -------- |
| 1 | Tyskland | 3        | 2        | 3        |
| 2 | Danmark  | 2        | 1        | 0        |
| 3 | Norge    | 1        | 2        | 0        |
| 4 | England  | 1        | 0        | 1        |
| 5 | Holland  | 1        | 0        | 0        |
| 6 | Frankrig | 0        | 3        | 2        |
| 7 | Sverige  | 0        | 0        | 2        |

#### Efter klub
|   | Klub      | 1. plads | 2. plads | 3. plads |
| - | --------- | -------- | -------- | -------- |
| 1 | Wolfsburg | 3        | 3        | 1        |
| 2 | Lyon      | 2        | 5        | 5        |
| 3 | Frankfurt | 2        | 0        | 2        |
| 4 | Barcelona | 1        | 0        | 0        |

### Finalister
Vinder       Toer/treer

#### 2012–13
| Nr. | Spiller                | Første runde | Sidste runde | Hold      |
| --- | ---------------------- | ------------ | ------------ | --------- |
| 1   | Nadine Angerer         | –            | 10           | Frankfurt |
| 2   | Lena Goeßling          | –            | 6            | Wolfsburg |
| 3   | Lotta Schelin          | –            | 2            | Lyon      |
| 4   | Nadine Keßler          | 16           | –            | Wolfsburg |
| 5   | Verónica Boquete       | 11           | –            | Tyresö    |
| 6   | Caroline Seger         | 8            | –            | Tyresö    |
| 7   | Nilla Fischer          | 6            | –            | Linköping |
| 8   | Célia Okoyino da Mbabi | 4            | –            | Frankfurt |
| 9   | Wendie Renard          | 3            | –            | Lyon      |
| 10  | Louisa Nécib           | 2            | –            | Lyon      |

#### 2013–14
| Nr. | Spiller          | Første runde | Sidste runde | Hold      |
| --- | ---------------- | ------------ | ------------ | --------- |
| 1   | Nadine Keßler    | –            | 9            | Wolfsburg |
| 2   | Martina Müller   | –            | 3            | Wolfsburg |
| 3   | Nilla Fischer    | –            | 0            | Wolfsburg |
| 4   | Lena Goeßling    | 6            | –            | Wolfsburg |
| 5   | Verónica Boquete | 5            | –            | Tyresö    |
| 5   | Lotta Schelin    | 5            | –            | Lyon      |
| 7   | Marta            | 3            | –            | Tyresö FF |
| 7   | Alexandra Popp   | 3            | –            | Wolfsburg |
| 7   | Caroline Seger   | 3            | –            | Tyresö FF |
| 10  | Christen Press   | 2            | –            | Tyresö FF |

#### 2014–15
| Nr. | Spiller            | Første runde | Sidste runde | Hold            |
| --- | ------------------ | ------------ | ------------ | --------------- |
| 1   | Célia Šašić        | –            | 11           | Frankfurt       |
| 2   | Amandine Henry     | –            | 4            | Lyon            |
| 3   | Dzsenifer Marozsán | –            | 3            | Frankfurt       |
| 4   | Verónica Boquete   | 8            | –            | Frankfurt       |
| 4   | Anja Mittag        | 8            | –            | Rosengård       |
| 6   | Eugénie Le Sommer  | 7            | –            | Lyon            |
| 7   | Ramona Bachmann    | 6            | –            | Rosengård       |
| 8   | Wendie Renard      | 4            | –            | Lyon            |
| 9   | Caroline Seger     | 3            | –            | PSG             |
| 10  | Nadine Angerer     | 2            | –            | Portland Thorns |
| 10  | Simone Laudehr     | 2            | –            | Frankfurt       |
| 12  | Alexandra Popp     | 0            | –            | Wolfsburg       |

#### 2015–16
| Nr. | Spiller            | Første runde | Sidste runde | Hold      |
| --- | ------------------ | ------------ | ------------ | --------- |
| 1   | Ada Hegerberg      | –            | 13           | Lyon      |
| 2   | Amandine Henry     | –            | 4            | Lyon      |
| 3   | Dzsenifer Marozsán | –            | 3            | Frankfurt |
| 4   | Saki Kumagai       | 11           | –            | Lyon      |
| 4   | Wendie Renard      | 10           | –            | Lyon      |
| 6   | Louisa Nécib       | 9            | –            | Lyon      |
| 7   | Alexandra Popp     | 9            | –            | Wolfsburg |
| 8   | Camille Abily      | 6            | –            | Lyon      |
| 9   | Eugénie Le Sommer  | 3            | –            | Lyon      |
| 10  | Amel Majri         | 2            | –            | Lyon      |

#### 2016–17
| Nr. | Spiller               | Første runde | Anden runde | Hold            |
| --- | --------------------- | ------------ | ----------- | --------------- |
| 1   | Lieke Martens         | –            | 95          | Barcelona       |
| 2   | Pernille Harder       | –            | 81          | Wolfsburg       |
| 3   | Dzsenifer Marozsán    | –            | 47          | Lyon            |
| 4   | Vivianne Miedema      |              | –           | Bayern München  |
| 5   | Eugénie Le Sommer     |              | –           | Lyon            |
| 6   | Wendie Renard         |              | –           | Lyon            |
| 7   | Jackie Groenen        |              | –           | Frankfurt       |
| 8   | Lucy Bronze           |              | –           | Manchester City |
| 9   | Jodie Taylor          |              | –           | Arsenal         |
| 10  | Shanice van de Sanden |              | –           | Liverpool       |

#### 2017–18
| Nr. | Spiller               | Første runde | Anden runde | Hold                   |
| --- | --------------------- | ------------ | ----------- | ---------------------- |
| 1   | Pernille Harder       | -            | 106         | Wolfsburg              |
| 2   | Ada Hegerberg         | -            | 61          | Lyon                   |
| 3   | Amandine Henry        | -            | 41          | Portland Thorns / Lyon |
| 4   | Dzsenifer Marozsán    | 32           |             | Lyon                   |
| 5   | Lucy Bronze           | 20           |             | Lyon                   |
| 6   | Lieke Martens         | 17           |             | Barcelona              |
| 7   | Wendie Renard         | 16           |             | Lyon                   |
| 8   | Fran Kirby            | 15           |             | Chelsea                |
| 9   | Eugénie Le Sommer     | 13           |             | Lyon                   |
| 10  | Shanice van de Sanden | 7            |             | Lyon                   |

Kilde: 

#### 2018–19
| Nr. | Spiller                | Første runde | Anden runde | Hold            |
| --- | ---------------------- | ------------ | ----------- | --------------- |
| 1   | Lucy Bronze            | –            | 88          | Lyon            |
| 2   | Ada Hegerberg          | –            | 56          | Lyon            |
| 3   | Amandine Henry         | –            | 44          | Lyon            |
| 4   | Vivianne Miedema       | 31           | –           | Arsenal         |
| 5   | Ellen White            | 22           | –           | Birmingham City |
| 6   | Pernille Harder        | 21           | –           | Wolfsburg       |
| 7   | Dzsenifer Marozsán     | 12           | –           | Lyon            |
| 8   | Caroline Graham Hansen | 10           | –           | Wolfsburg       |
| 9   | Lieke Martens          | 9            | –           | Barcelona       |
| 9   | Wendie Renard          | 9            | –           | Lyon            |

#### 2019–20
| Nr. | Spiller                 | Første runde | Anden runde | Hold      |
| --- | ----------------------- | ------------ | ----------- | --------- |
| 1   | Pernille Harder         | –            | 92          | Wolfsburg |
| 2   | Wendie Renard           | –            | 81          | Lyon      |
| 3   | Lucy Bronze             | –            | 28          | Lyon      |
| 4   | Vivianne Miedema        | 26           | –           | Arsenal   |
| 5   | Delphine Cascarino      | 24           | –           | Lyon      |
| 6   | Eugénie Le Sommer       | 13           | –           | Lyon      |
| 7   | Ada Hegerberg           | 11           | –           | Lyon      |
| 7   | Amel Majri              | 11           | –           | Lyon      |
| 8   | Marie-Antoinette Katoto | 8            | –           | Paris SG  |
| 9   | Dzsenifer Marozsán      | 7            | –           | Lyon      |

Kilde: